# Bessel van der Kolk
Bessel van der Kolk (nacido en 1943) es un psiquiatra, autor, investigador y educador neerlandés. Desde la década de 1970 su investigación se centra en el área del estrés postraumático. Es autor del best seller del New York Times, El cuerpo lleva la cuenta.
Van der Kolk se desempeñó anteriormente como presidente de la Sociedad Internacional de Estudios de Estrés Traumático y fue codirector de la Red Nacional de Estrés Traumático Infantil. Es profesor de psiquiatría en la Facultad de Medicina de la Universidad de Boston y presidente de la Trauma Research Foundation en Brookline, Massachusetts. 
Van der Kolk ha publicado más de 150 artículos científicos revisados por pares  y cuatro libros relacionados al estrés postraumático. 

## Vida y educación
Van der Kolk nació en los Países Bajos en 1943.  Cursó un plan de estudios previo a la medicina con especialización en ciencias políticas en la Universidad de Hawái en 1965. Obtuvo su título de médico en la Facultad de Medicina Pritzker de la Universidad de Chicago en 1970 y completó su residencia psiquiátrica en el Centro de Salud Mental de Massachusetts de la Facultad de Medicina de Harvard en 1974. 
Después de su formación, van der Kolk trabajó como director del Boston State Hospital. Se convirtió en psiquiatra de plantilla en la Clínica Ambulatoria de la Administración de Veteranos de Boston. Desarrolló un interés en estudiar el estrés traumático en 1978 mientras trabajaba con veteranos de la guerra de Vietnam que padecían trastorno de estrés postraumático (TEPT) y formaba parte de la facultad de la Facultad de Medicina de Harvard. Fue miembro del comité de TEPT de las ediciones de 1980 (III) y 1994 (IV) del Manual Diagnóstico y Estadístico de los Trastornos Mentales, y realizó los primeros estudios sobre el uso de fluoxetina y sertralina en el tratamiento del trastorno de estrés postraumático.

## Carrera
En 1982, van der Kolk fundó el Centro de Trauma en Brookline, Massachusetts, mientras trabajaba como miembro junior de la facultad en la Facultad de Medicina de Harvard.  Desde entonces, ha realizado numerosos programas de formación y ensayos clínicos.  Van der Kolk ha realizado extensos estudios sobre la naturaleza de la memoria traumática  y asumió un papel destacado en los primeros estudios sobre los tratamientos psicofarmacológicos del trastorno de estrés postraumático.  Realizó algunos de los primeros estudios sobre los sustratos biológicos del trastorno de estrés postraumático  y sobre la analgesia inducida por el estrés.  Implicado en los primeros estudios de neuroimagen del trastorno de estrés postraumático  y el trastorno de identidad disociativo,  van der Kolk recibió las primeras subvenciones de los Institutos Nacionales de Salud para estudiar EMDR y yoga. 
En 1999, van der Kolk inició la creación de la Red Nacional de Estrés Traumático Infantil. Para el 2019, había crecido a una red de 150 sitios especializados en el tratamiento de niños traumatizados y sus familias alrededor de EE. UU. En ese contexto, él y sus colegas estudiaron a más de 20.000 niños y adolescentes traumatizados para formular el Trastorno de Trauma del Desarrollo, que todavía no ha sido aceptado en el DSM. Ha estudiado sistemáticamente tratamientos innovadores para el estrés traumático en niños y adultos, como el yoga sensible al trauma, el teatro, las terapias corporales, la neuroretroalimentación y las terapias asistidas por psicodélicos.
Desde 1989, ha sido director del curso de la Conferencia Internacional de Trauma de Boston, que reúne a destacados científicos y médicos especializados en trauma, psicopatología del desarrollo, estudios de apego, terapias orientadas al cuerpo, teatro y artes expresivas. 
En 2018, van der Kolk fue destituido de su puesto dentro del Centro de Trauma por presunta mala conducta, según el presidente del JRI, Andy Pond.  Van der Kolk presentó una demanda contra Pond y la organización matriz del Trauma Center, el Justice Resource Institute, por varios cargos que incluyen incumplimiento de contrato, tergiversación y difamación.  La mayoría de los altos funcionarios del Centro de Trauma dimitieron en solidaridad con van der Kolk y el Centro de Trauma cerró posteriormente a finales de 2018. Van der Kolk utilizó los fondos obtenidos en su acuerdo legal para fundar la Trauma Research Foundation, una organización sin fines de lucro, de la que actualmente es miembro de la junta directiva.  

## Escritos
Van der Kolk tiene un interés particular en la psicopatología del desarrollo y el estudio de cómo el trauma tiene un efecto diferencial, según la etapa del desarrollo y la seguridad del sistema de apego. 
El libro de Van der Kolk, The Body Keeps the Score (El cuerpo lleva la cuenta), se publicó en su edición en inglés en 2014. En julio de 2023, The Body Keeps the Score había pasado más de 245 semanas en la lista de libros más vendidos del New York Times.  En octubre de 2023, había pasado 153 semanas (casi tres años) en Estados Unidos en la lista de los más vendidos de Amazon.  Ha sido traducido a 43 idiomas. The Body Keeps the Score se centra en el papel central del sistema de apego y el entorno social para proteger contra el desarrollo de trastornos relacionados con el trauma y explora una gran variedad de intervenciones para recuperarse del impacto de las experiencias traumáticas. Van der Kolk acuñó el término "trastorno traumático del desarrollo" para la compleja gama de reacciones psicológicas y biológicas al trauma a lo largo del desarrollo humano, también conocido como trastorno de estrés postraumático complejo (CPTSD). 

## Vida personal
Van der Kolk sigue casado, vive en la zona rural de Massachusetts y todavía atiende pacientes y da conferencias. 

## Obras
- Van der Kolk, BA, ed. Post-traumatic Stress Disorder: Psychological and Biological Sequelae. Washington DC: Psiquiátrico americano, 1984.
- Van der Kolk, BA, Psychological Trauma. Washington DC: psiquiátrico americano, 1987.
- Van der Kolk, BA, McFarlane, Alexander C., Weisæth, L. (eds). Traumatic Stress: The Effects of Overwhelming Experience on Mind, Body and Society. Nueva York: Guilford, 1996.
- Van der Kolk, BA The Body Keeps the Score (El cuerpo lleva la cuenta) : cerebro, mente y cuerpo en la curación del trauma. Vikingo, 2014.

## Otras lecturas
- Carr, Danielle. "Tell Me Why It Hurts: How Bessel van der Kolk’s once controversial theory of trauma became the dominant way we make sense of our lives." Revista Nueva York, 31 de julio de 2023.